# فرودگاه بول (چاد)
فرودگاه بول (چاد) (به انگلیسی: Bol Airport (Chad)) یک فرودگاه همگانی با کد یاتا OTC است . این فرودگاه در کشور چاد قرار دارد .